# 170e méridien est
En géographie, le 170e méridien est est le méridien joignant les points de la surface de la Terre dont la longitude est égale à 170° est.

## Géographie

### Dimensions
Comme tous les autres méridiens, la longueur du 170e méridien correspond à une demi-circonférence terrestre, soit 20 003,932 km. Au niveau de l'équateur, il est distant du méridien de Greenwich de 18 924 km,.
Avec le 10e méridien ouest, il forme un grand cercle passant par les pôles géographiques terrestres.

### Régions traversées
En commençant par le pôle Nord et descendant vers le sud au pôle Sud, Le 170e méridien est passe par:
| Coordonnées           | Pays, territoire ou mer  | Notes |
| --------------------- | ------------------------ | --- |
| 90° 00′ N, 170° 00′ E | Océan Arctique           | |
| 73° 56′ N, 170° 00′ E | Mer de Sibérie orientale | |
| 68° 47′ N, 170° 00′ E | Russie                   | Anadyr Highlands (en), Tchoukotka Kraï du Kamtchatka — à partir de 62° 40′ N, 170° 00′ E |
| 60° 04′ N, 170° 00′ E | Mer de Bering            | |
| 53° 50′ N, 170° 00′ E | Océan Pacifique          | Passe juste à l'est de l'atoll Bikar, Îles Marshall (à 12° 14′ N, 170° 04′ E) Passe juste à l'est de l'atoll Utirik, Îles Marshall (à 11° 14′ N, 169° 52′ E) Passe juste à l'est de l'atoll Ailuk, Îles Marshall (à 10° 14′ N, 169° 59′ E) |
| 9° 31′ N, 170° 00′ E  | Îles Marshall            | Atolls Wotje et Erikub |
| 9° 04′ N, 170° 00′ E  | Océan Pacifique          | Passe juste à l'est de l'île de Anuta, Îles Salomon (à 11° 36′ S, 169° 51′ E) Passe juste à l'ouest de l'île Futuna, Vanuatu (at 19° 31′ S, 170° 12′ E) Passe juste à l'est de l'île Anatom, Vanuatu (à 20° 12′ S, 169° 54′ E)             |
| 43° 20′ S, 170° 00′ E | Nouvelle-Zélande         | Île du Sud |
| 46° 15′ S, 170° 00′ E | Océan Pacifique          | Passe juste à l'est de l'île Île Campbell, Nouvelle-Zélande (à 52° 33′ S, 169° 16′ E) |
| 60° 00′ S, 170° 00′ E | Océan Austral            | |
| 71° 38′ S, 170° 00′ E | Antarctique              | Dépendance de Ross, Liste des territoires revendiqués par la Nouvelle-Zélande |
| 72° 43′ S, 170° 00′ E | Océan Austral            | Mer de Ross — Passe juste à l'est de l'Île Coulman (à 73° 32′ S, 169° 55′ E) |
| 77° 21′ S, 170° 00′ E | Antarctique              | Dépendance de Ross, Liste des territoires revendiqués par la Nouvelle-Zélande |